# Charles-Louis Corbet
Charles-Louis Corbet, né à Douai (Nord) le 26 janvier 1758 et mort à Paris le 10 décembre 1808, est un sculpteur français.

## Biographie

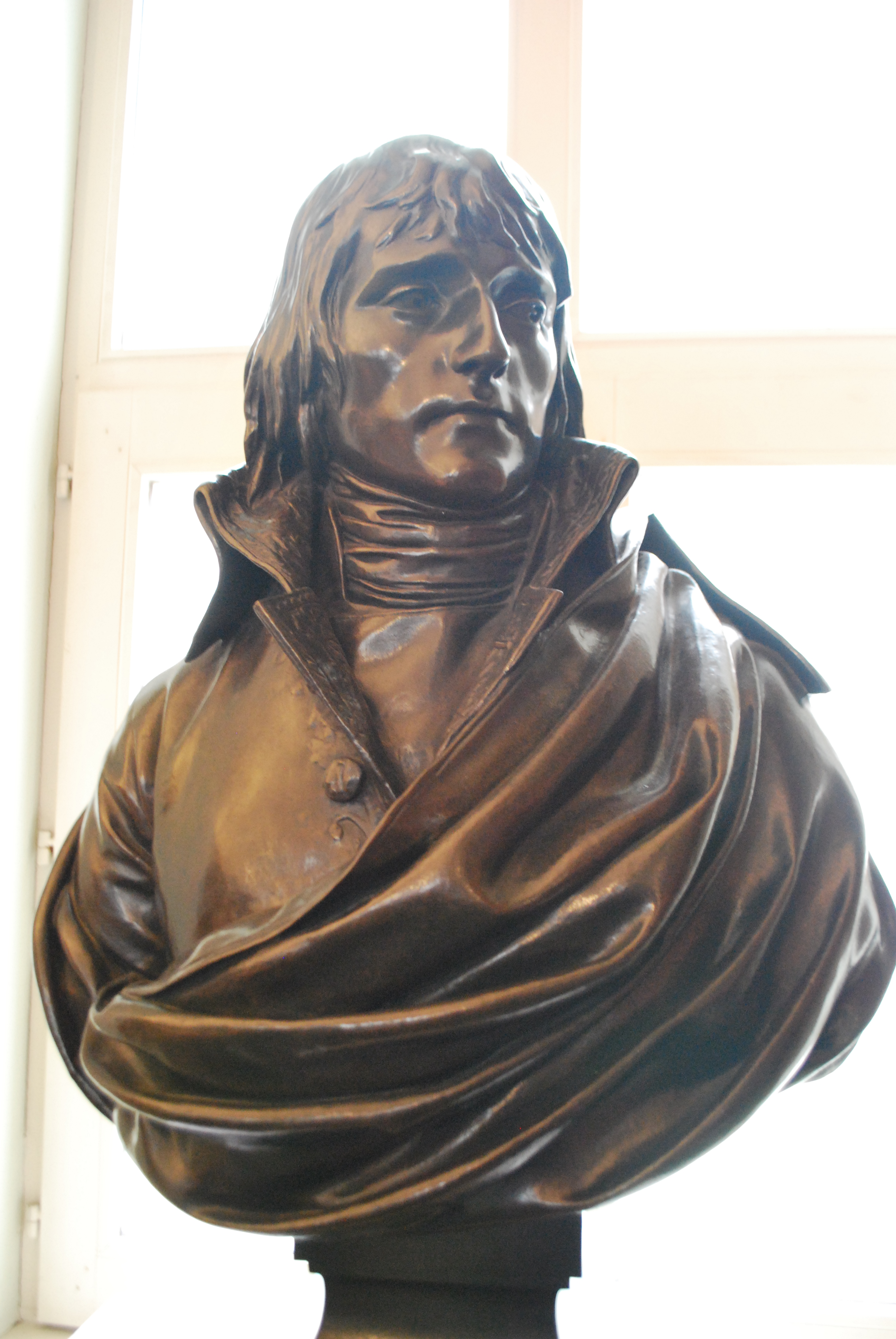
Buste du général Bonaparte, Lille, musée des canonniers.

Élève de Pierre-François Berruer à Paris, Charles-Louis Corbet est agréé par l'Académie royale en 1780. Il est reçu académicien avec son morceau de réception, La Mort de Méléagre. 
Il grave un projet de place de la Bastille, en 1784, contenant une statue dédicacée à Louis XVI; qui ne sera jamais réalisée.
Il exécute plusieurs bustes, dont ceux de Louis XVI et de Napoléon Bonaparte. Celui-ci fut plusieurs fois reproduit en marbre ou en bronze. Ses œuvres sont exposées dans les musées de Lille et de Douai, ainsi qu'à Paris. Comme statuaire, il est l'auteur de la statue du dragon qui figure sur la face est de l'arc de triomphe du Carrousel à Paris.

## Salons
- 1798 : Buste du général Bonaparte, plâtre original, n°513, moulages anciens à Lille, La Malmaison, Versailles, musée Carnavalet à Paris, musée Masséna à Nice.
- 1800 : Buste du général Bonaparte, marbre, n°410[2].